# Deniz Baykal
Deniz Baykal (prononcé : /dɛniz bɑj'kɑɫ/), né le 20 juillet 1938 à Antalya en Turquie et mort le 11 février 2023 à Ankara (Turquie), est un avocat, politologue et homme politique turc, président général du Parti républicain du peuple (CHP) de 1992 à 2010.

## Biographie
Deniz Baykal est diplômé de la faculté de droit de l'université d'Ankara et possède un doctorat de la faculté des sciences politiques.
Il a été député pendant les périodes 1973-1980 et 1987-1999.
Il a travaillé aux ministères des Finances, de l’Énergie, des Affaires étrangères ainsi qu’au cabinet du Premier ministre.
Il a été président général du Parti républicain du peuple (CHP) de 1992 à avril 1999, puis de nouveau à partir de septembre 2000 jusqu'en mai 2010. Il est député d’Antalya pour le CHP de novembre 2002 jusqu'à sa mort. En 2010, il doit abandonner la présidence de son parti à la suite de l'apparition d'une « sextape » sur laquelle il est présent avec une autre députée de son groupe politique. Bien que Deniz Baykal ait accusé le parti au pouvoir d'organiser un complot contre lui, on suppose que ce sont des éléments internes qui ont voulu évincer une figure vieillissante du mouvement.
Il est contre l'adhésion de la Turquie à l'Union européenne. En 2007, après avoir examiné la proposition allemande d’un « partenariat privilégié », il émet l’opinion suivante : « Ils nous disent que nous devons travailler, comme s’ils avaient l’intention de nous accepter quand même un jour ». Les déclarations de la chancelière Angela Merkel relèvent toutefois d’un autre langage, pense Baykal, qui reproche ensuite vivement à l’UE d’exiger l’instauration de droits pour les minorités en Turquie car cette exigence mettra inévitablement l’unité de la Turquie en danger : « Le nationalisme est le ciment de la société turque. Il est la valeur fondamentale qui fait de nous ce que nous sommes ».
Il démissionne de la direction de son parti en mai 2010 après la divulgation d'une vidéo où il est vu dans l'intimité avec une députée du CHP. Durant sa présidence, le parti, à l'origine social-démocrate défend des positions nationalistes, laïques, tout en s'opposant aux réformes libérales de l'AKP.
Âgé de 77 ans, il préside en qualité de doyen la première séance de la XXVe législature de la Grande Assemblée nationale de Turquie le 23 juin 2015 et occupe cette fonction jusqu'à l'élection d'İsmet Yılmaz le 1er juillet suivant. Il retrouve cette charge du 17 au 22 novembre après l'organisation de législatives anticipées. İsmail Kahraman lui succède.
De nouveau doyen en 2018, il ne préside pas l'assemblée pour raisons de santé. Durmuş Yılmaz (en), deuxième doyen, assure l'intérim.